# Kalāteh-ye Bojdī
Kalāteh-ye Bojdī (persiska: Kalāt-e Bojdīn, کلات بجدين, Kalāteh-ye Būzhadī, Kalāteh-i-Būjd, Bojdī, Kalāteh-ye Bojīr, کلاته بجدی) är en ort i Iran.   Den ligger i provinsen Khorasan, i den östra delen av landet, 800 km öster om huvudstaden Teheran. Kalāteh-ye Bojdī ligger 1 607 meter över havet och antalet invånare är 173.
Terrängen runt Kalāteh-ye Bojdī är platt åt sydost, men åt nordväst är den kuperad. Runt Kalāteh-ye Bojdī är det glesbefolkat, med 12 invånare per kvadratkilometer. Närmaste större samhälle är Bīrjand, 11,4 km sydväst om Kalāteh-ye Bojdī. Trakten runt Kalāteh-ye Bojdī är ofruktbar med lite eller ingen växtlighet.